# Autoritat de la Natura i els Parcs d'Israel
L'Autoritat de la Naturalesa i els Parcs d'Israel (רשות הטבע והגנים, Reshut hateva vehaganim) és una organització governamental d'Israel que s'encarrega de gestionar les reserves naturals i els parcs nacionals del país. L'organització va ser fundada a l'abril de 1998, amb la unió de dues organitzacions que havien gestionat les reserves naturals i els parcs nacionals de manera separada des de 1964.

## Regions

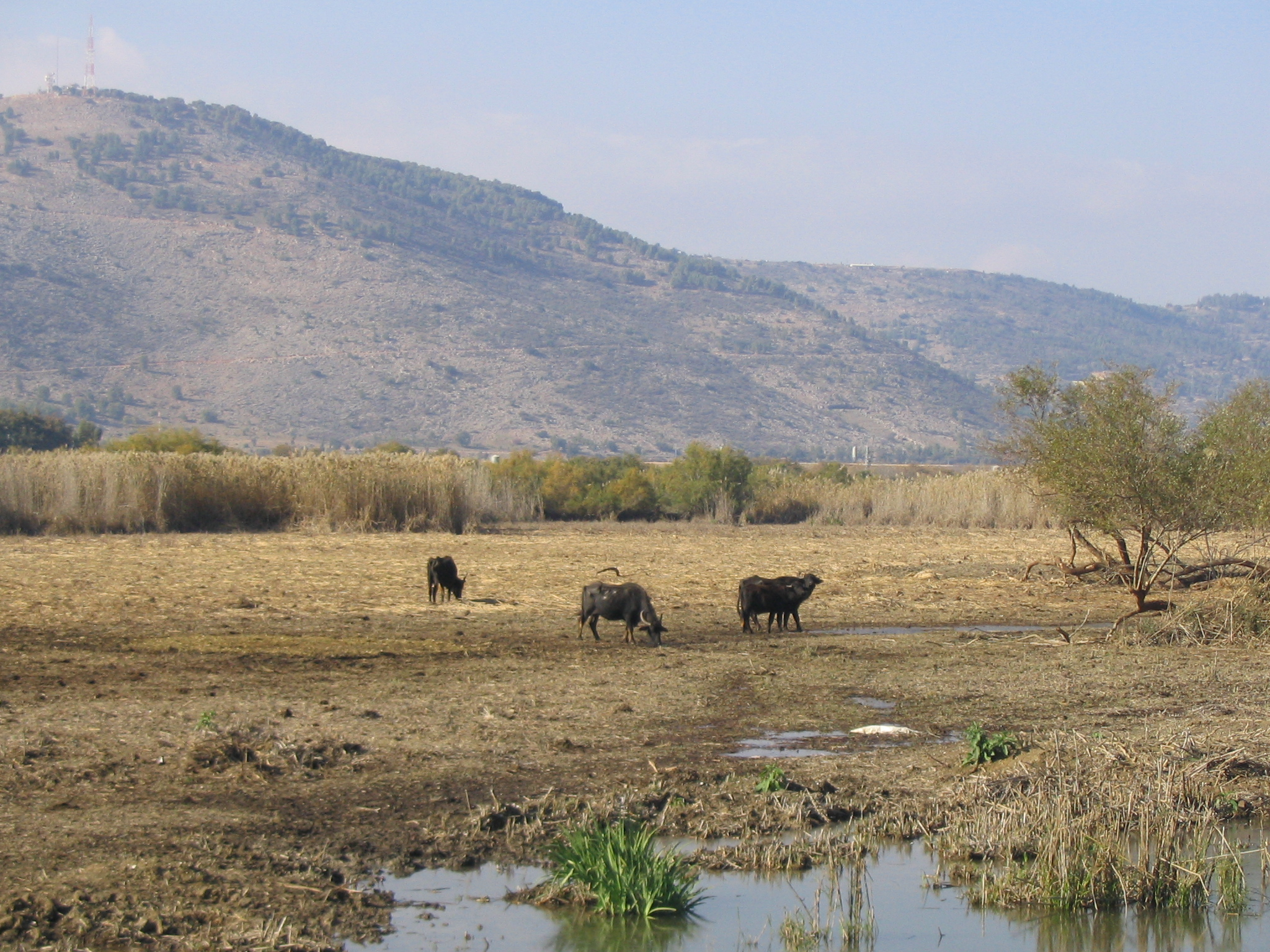
Reserva Natural de la Vall d'Hula

L'autoritat supervisa 41 parcs nacionals i 13 reserves naturals. Tots els parcs i reserves naturals estan dividits en sis regions:
- Alts del Golan, mar de Galilea, i Galilea
- Baixa Galilea i les valls
- Mont Carmel, la costa i el districte central
- Desert de Judea i Mar Morta
- El desert del Nègueb
- Elat i la vall d'Araba